# 库沙布县

所在位置

库沙布县 (乌尔都语: ضلع خوشاب)，巴基斯坦旁遮普省的一个县，位于该省北部。总人口905,711（1998）。

## 行政区划
库沙布县辖有3个乡，41个联合委员会。